# Френк Шу
Френк Ся-Сан Шу (2 червня 1943 — 22 квітня 2023) — китайсько-американський астрофізик, астроном і письменник. Працював почесним професором Університету Каліфорнії в Берклі та Університету Каліфорнії в Сан-Дієго. Найбільш відомий тим, що запропонував теорію хвиль густини для пояснення структури спіральних галактик, а також описом моделі зореутворення, в якій гігантська щільна молекулярна хмара колапсує, утворюючи зорю.

## Молодість і освіта
Місцем подження предків Шу є Веньчжоу, Чжецзян, а народився він в Куньміні, Юньнань, у 1943 році. Його батько, Шенсю Шу, був математиком і викладачем Національного університету Цін Хуа, який на той час через Другу світову війну був тимчасово переведений з Пекіна до Куньміна. Пізніше, з 1970 по 1975 рік, батько Шу обіймав посаду президента Національного університету Цін Хуа на Тайвані. Коли Шу було два місяці, його батько поїхав до США на навчання, а потім і на роботу. Коли Шу було п'ять років, він та його сім'я поїхали через Гонконг на Тайвань, пробули там рік, а потім поїхали на пароплаві до Сполучених Штатів, до його батька, який в той час працював в Іллінойському технологічному інституті в Чикаго.
Шу здобув ступінь бакалавра з фізики в 1963 році в Массачусетському технологічному інституті. Під час навчання в Массачусетському технологічному інституті він одне літо працював у Цзяцяо Ліня над структурою спіральних галактик, і цей досвід зацікавив його астрофізикою. Пізніше, в аспірантурі, він продовжив працювати з Лінем, оскільки Макс Крук, його офіційний науковий керівник в Гарвардському університеті, дав йому свободу в дослідженнях. Він здобув ступінь доктора філософії в Гарварді в 1968 році.
Під час роботи в аспірантурі він спирався на свою бакалаврську роботу і разом з Лінем запропонував теорію хвиль густини та опублікував кілька статей, що пояснюють структуру спіральних галактик.

## Кар'єра
Здобувши ступінь доктора філософії, Шу обійняв посаду професора-асистента в Університеті Стоуні-Брук, а в 1971 році був підвищений до асоційованого професора. У 1973 році він переїхав до Каліфорнійського університету в Берклі, а в 1976 році став там професором. У 1982 році він на короткий час відвідав Інститут перспективних досліджень. Між 1984 і 1988 роками він був головою кафедри астрономії.
З 1994 по 1996 рік Шу також був президентом Американського астрономічного товариства.
У 1998 році Шу був призначений «професором університету» системи Університету Каліфорнії, ставши лише 19-м носієм цього почесного звання серед співробітників всіх 9 університетів системи Університету Каліфорнії.
У 2002 році Шу поїхав до Тайваню і в Національному університеті Цін Хуа обійняв посаду президента, яку трьома десятиляттями раніше посідав його батько. У 2006 році він повернувся до США і приєднавшись до Університету Каліфорнії в Сан-Дієго як заслужений професор.
Шу офіційно пішов у відставку в 2009 році, ставши професором-емеритом системи Каліфорнійського університету, також до 2015 року він залишався почесним науковим співробітником (Distinguished Research Fellow) Інституту астрономії та астрофізики Академії Сініки.
Згодом Шу був почесним старшим співробітником-емеритом (Emeritus Senior Fellow) Гонконгського інституту перспективних досліджень Міського університету Гонконга.
Шу написав три підручники: «Фізичний Всесвіт: Вступ до астрономії», «Фізика астрофізики. Том I: Випромінювання» і «Фізика астрофізики. Том II: Газова динаміка».
Він помер 22 квітня 2023 року у віці 79 років.

## Дослідження
Шу найбільш відомий своїми дослідженнями спіральних галактик та зореутворенням. Він спільно зі своїм науковим керівником Цзяцяо Лінем сптворив теорію хвиль густини для пояснення структури спіральних галактик. У 1977 році він опублікував модель зореутворення, відому як модель колапсу «зсередини назовні» або модель сингулярної ізотермічної сфери, згідно з якою зоря утворюється, коли колапсує гігантська щільна молекулярна хмара.

## Відзнаки та нагороди
- Премія Гелен Ворнер з астрономії (1977)[24]
- Член Національної академії наук США (1987)[25]
- Академік Академія Сініка, Тайвань (1990)[26]
- Стипендіат Американської академії мистецтв і наук (1992)[27]
- Премія Дірка Брауера (1996)[28]
- Премія Денні Гайнемана з астрофізики (2000)[29]
- Член Американського філософського товариства (2003)[30]
- Іноземний член Лондонського королівського астрономічного товариства (2006)[26]
- Член Всесвітньої академії наук (2006)[31]
- Медаль Сторіччя, Аспірантура мистецтв і наук[en] Гарвардського університету (2008)[32]
- Премія Шао з астрономії (2009)[33]
- Медаль Брюса (2009)[6]

На честь Шу названо астероїд головного поясу 18238 Френкшу.